# Coupe Charles Drago 1961
Navigation
Édition précédente Édition suivante
La neuvième édition de la Coupe Charles Drago est organisée durant la deuxième partie de la saison 1960-1961 par la Ligue nationale de football pour les clubs professionnels français, et se déroule sur une période de février à juin. La compétition oppose les clubs éliminés de la Coupe de France de football avant les demi-finales.

## Clubs participants
| Division 1 - SCO Angers - FC Grenoble - Le Havre AC - RC Lens - Limoges FC - Olympique lyonnais - AS Monaco - FC Nancy - OGC Nice - RC Paris - Stade de Reims - Stade rennais UC - FC Rouen - AS Saint-Étienne - Stade français - Toulouse FC - AS Troyenne et Savinienne - US Valenciennes-Anzin | Division 2 - AS Aix-en-Provence - Olympique d'Alès - RCFC Besançon - AS Béziers - US Boulogne - AS Cannes - AS Cherbourg - US Forbach - Lille OSC - Olympique de Marseille - FC Metz - FC Nantes - CA Paris - CO Roubaix-Tourcoing - FC Sochaux-Montbéliard - RC Strasbourg - SC Toulon |

## Premier tour
Les matchs se déroulent sur le terrain du premier club cité, sauf note contraire. En cas de match nul, les deux équipes sont départagées au nombre de coups de pied de coin obtenus, puis par tirage au sort à la pièce jetée.
Les clubs participants ont tous été éliminés en trente-deuxièmes de finale de la Coupe de France.
Le total de clubs engagés étant impair, un club est exempté. Il s'agit de l'AS Aix-en-Provence.
Matchs disputés le 12 février 1961.
| Equipe 1         | Score      | Equipe 2              | Notes             |
| RC Lens (D1)     | 3 - 2      | FC Nantes (D2)        |                   |
| FC Metz (D2)     | 3 - 1 a.p. | Stade rennais UC (D1) |                   |
| Le Havre AC (D1) | 2 - 0      | CA Paris (D2)         |                   |
| FC Grenoble (D1) | 3 - 1      | FC Rouen (D1)         | Disputé à Avignon |
| Limoges FC (D1)  | 1 - 3      | RCFC Besançon (D2)    |                   |
| US Boulogne (D2) | 5 - 1      | AS Cannes (D2)        |                   |

## Deuxième tour
Les matchs se déroulent sur le terrain du premier club cité. En cas de match nul, les deux équipes sont départagées au nombre de coups de pied de coin obtenus, puis par tirage au sort à la pièce jetée.
Aux sept clubs qualifiés à la suite du premier tour se joignent les clubs professionnels éliminés en seizièmes de finale de la Coupe de France : Angers SCO, ASBéziers, AS Cherbourg, US Forbach, LOSC Lille, Olympique de Marseille, le Stade français, SC Toulon, Toulouse FC (1937), ESTAC Troyes et US Valenciennes-Anzin.
Matchs disputés le 5 mars 1961.
| Equipe 1                       | Score      | Equipe 2                   | Notes |
| Olympique de Marseille (D2)    | 0 - 5      | RC Lens (D1)               |       |
| FC Grenoble (D1)               | 0 - 1      | AS Cherbourg (D2)          |       |
| SC Toulon (D2)                 | 1 - 2      | Stade français (D1)        |       |
| AS Béziers (D2)                | 2 - 0      | AS Aix-en-Provence (D2)    |       |
| US Forbach (D2)                | 4 - 1      | Angers SCO (D1)            |       |
| Toulouse FC (D1)               | 0 - 1      | Le Havre AC (D1)           |       |
| AS Troyenne et Savinienne (D2) | 1 - 2 a.p. | US Boulogne (D1)           |       |
| FC Metz (D2)                   | 1 - 0      | US Valenciennes-Anzin (D1) |       |
| RCFC Besançon (D2)             | 2 - 5      | Lille OSC (D2)             |       |

## Troisième tour
Les matchs se déroulent sur le terrain du premier club cité. En cas de match nul, les deux équipes sont départagées au nombre de coups de pied de coin obtenus, puis par tirage au sort à la pièce jetée.
Aux neuf clubs qualifiés à la suite du deuxième tour se joignent les clubs professionnels éliminés en huitièmes de finale de la Coupe de France : Alès, Lyon, Monaco, Nancy, Roubaix, Sochaux et Strasbourg.
Matchs disputés le 26 mars 1961, sauf note contraire.
| Equipe 1                    | Score      | Equipe 2                | Notes              |
| FC Metz (D2)                | 1 - 0      | US Forbach (D2)         | Disputé le 25 mars |
| RC Lens (D1)                | 4 - 3      | Olympique lyonnais (D1) |                    |
| AS Béziers (D2)             | 0 - 2      | AS Monaco (D1)          |                    |
| Lille OSC (D2)              | 1 - 2      | FC Nancy (D1)           |                    |
| Le Havre AC (D1)            | 2 - 1      | US Boulogne (D2)        |                    |
| CO Roubaix-Tourcoing (D2)   | 3 - 1 a.p. | Stade français (D1)     |                    |
| FC Sochaux-Montbéliard (D2) | 4 - 0      | Olympique d'Alès (D2)   |                    |
| RC Strasbourg (D2)          | 2 - 1      | AS Cherbourg (D2)       |                    |

## Quatrième tour
Les matchs se déroulent sur le terrain du premier club cité. En cas de match nul, les deux équipes sont départagées au nombre de coups de pied de coin obtenus, puis par tirage au sort à la pièce jetée.
Les huit clubs qualifiés à la suite du troisième tour s'affrontent entre eux.
Matchs disputés le 12 avril 1961, sauf note contraire.
| Equipe 1                    | Score       | Equipe 2         | Notes               |
| FC Sochaux-Montbéliard (D2) | 5 - 4       | RC Lens (D1)     |                     |
| AS Monaco (D1)              | 3 - 0       | FC Metz (D2)     |                     |
| CO Roubaix-Tourcoing (D2)   | 4 - 3       | Le Havre AC (D1) |                     |
| RC Strasbourg (D2)          | 2 - 2 a.p.¹ | FC Nancy (D1)    | Disputé le 13 avril |

- 1 9 - 4 pour le RC Strasbourg au nombre de coups de pied de coin obtenus

## Quarts de finale
Les matchs se déroulent sur le terrain du premier club cité. En cas de match nul, les deux équipes sont départagées au nombre de coups de pied de coin obtenus, puis par tirage au sort à la pièce jetée.
Aux quatre clubs qualifiés à la suite du quatrième tour se joignent les clubs professionnels éliminés en quarts de finale de la Coupe de France : Nice, le RC Paris, Reims et Saint-Étienne.
Matchs disputés le 16 avril 1961.
| Equipe 1                    | Score | Equipe 2              | Notes |
| RC Strasbourg (D2)          | 1 - 0 | Stade de Reims (D1)   |       |
| CO Roubaix-Tourcoing (D2)   | 2 - 0 | OGC Nice (D1)         |       |
| AS Monaco (D1)              | 5 - 3 | RC Paris (D1)         |       |
| FC Sochaux-Montbéliard (D2) | 4 - 0 | AS Saint-Étienne (D1) |       |

## Demi-finales
Les matchs se déroulent sur le terrain du premier club cité. En cas de match nul, les deux équipes sont départagées au nombre de coups de pied de coin obtenus, puis par tirage au sort à la pièce jetée.
Matchs disputés les 6 et 7 mai 1961.
| Equipe 1                    | Score | Equipe 2                  | Notes            |
| AS Monaco (D1)              | 3 - 0 | CO Roubaix-Tourcoing (D2) | Disputé le 6 mai |
| FC Sochaux-Montbéliard (D2) | 0 - 2 | RC Strasbourg (D2)        | Disputé le 7 mai |

## Finale
L'AS Monaco inscrit son nom au palmarès de la Coupe Drago, en dominant logiquement les Alsaciens du RC Strasbourg en finale. Un doublé de Michel Hidalgo permet aux Monégasques d'ouvrir le score puis de faire le break, les Strasbourgeois ne réussissant qu'à réduire le score par Raymond Fenus sans parvenir à égaliser. Vainqueur de la Coupe de France la saison précédente, l'AS Monaco disputait sa première finale de Coupe Drago, tout comme le RC Strasbourg, relégué en D2 la saison précédente et qui s'apprête à remonter immédiatement.
| Clubs         | AS Monaco - RC Strasbourg |
| Score         | 2-1 (1-0) |
| Date          | 6 juin 1961 |
| Stade         | Parc des Princes, Paris 4 119 spectateurs |
| Arbitre       | M. Jacques Devillers |
| Buts          | Hidalgo (26e et 53e) pour Monaco ; Fenus (70e) pour Strasbourg |
| AS Monaco     | Jean-Claude Hernandez, Marcel Nowak, Raymond Kaelbel, Georges Thomas, François Ludo, Henri Biancheri, Karimou Djibrill, Théo, André Hess, Michel Hidalgo, Lucien Cossou. Entraîneur : Lucien Leduc       |
| RC Strasbourg | François Remetter, René Hauss, Denis Devaux, Robert Jonquet, Pierre Nabat, Raymond Stieber, Gérard Coinçon, Raymond Fenus, Gérard Hausser, Casimir Koza, Casimir Nowotarski. Entraîneur : Émile Veinante |